# Valeriu Cupcea

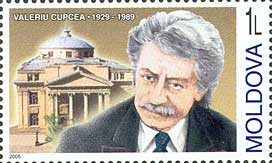
Imaginea lui Valeriu Cupcea pe un timbru poştal din Republica Moldova

Valeriu Cupcea (n. 27 martie 1929, raionul Leova, Republica Moldova – d. 15 ianuarie 1989, Chișinău, RSS Moldovenească, URSS) a fost un actor sovietic moldovean de teatru și film și regizor de teatru. 
Cupcea a fost prim-regizor și director artistic al Teatrului Național din Chișinău (actualmente Teatrul Național „Mihai Eminescu”) în anii 1963-1977 și 1981-1985. A promovat dramaturgia românească, montând peste 50 de spectacole, printre care  Fântâna Blanduziei (1967), Iașii în carnaval (1969), Două fete ș-o neneacă (1971), Sânziana și Pepelea (1982) de Vasile Alecsandri, precum și piese ale autorilor basarabeni contemporani: Roata vremii de Ana Lupan, Nu mai vreau să-mi faceți bine după piesa lui Gheorghe Malarciuc, Două vieți și a treia după Tudor Vidrașcu, Păsările tinereții noastre după piesa lui Ion Druță etc. A interpretat roluri în filmele Singur în fața dragostei, Lăutarii, Dimitrie Cantemir etc. A jucat rolul lui Eminescu în spectacolul cu același nume după piesa lui M. Ștefănescu, rolul Spătarului Nicolae Milescu în spectacolul Prologul după piesa lui Valeriu Matei.
A fost Artist al Poporului din Moldova (1975). A fost decorat post-mortem cu Ordinul Republicii în 1993 de Mircea Snegur.